# Valea Ursului (okręg Jassy)
Valea Ursului – wieś w Rumunii, w okręgu Jassy, w gminie Miroslava. W 2011 roku liczyła 310 mieszkańców.